# Ебурони
Ебуроните (на гръцки: Ἐβούρωνες – Страбон) са белги или от германски или от келтски произход, които са живели в северна Галия в древни времена. Популацията им е била широко разпространена между реките Рейн и Маас, източно от менапиите. Този район по-късно става провинция Долна Германия. Юлий Цезар казва че кондрусите, ебуроните, цересите, паеманите са наричани с едно име – германи (B. G. ii. 4). Когато узипетите и тенктерите, които са германски племена, пресичат Рейн откъм Германия (55 г. пр.н.е.), първо попадат на менапиите и после напредват в териториите на ебуроните и кондрусите, които са в някакъв вид политическа зависимост от треверите (B. G. iv. 6.). Ебуроните вероятно са унищожени от армията на Цезар по време на Галските войни.